# The Filth
The Filth was een Nederlandse punkband.

## Beschrijving
The Filth was afkomstig uit Amsterdam-Noord en behoorde tot de eerste generatie Nederlandse punkbands. De band werd begin 1978 opgericht en had aanvankelijk een bezetting van zes man, waaronder twee "refreinschreeuwers en showspringers", Little Ron en Max Factor. Na het tweede optreden in Paradiso te Amsterdam hielden deze artiesten het voor gezien en de band ging daarna verder met de volgende bezetting:
- Dick Bakker – basgitaar, zang
- Pierre Brachel – gitaar, zang
- Erwin de Ruiter – gitaar, zang
- Eric Hofsteede – drums

Op 21 oktober 1978 speelde de band in het voorprogramma van The Clash in Paradiso. Vanaf 1979 trad de band nog slechts sporadisch op. 
In de jaren 90 is hun single "Don't hide your hate" gecoverd en uitgebracht in de VS door een punkband genaamd The Stallions.
In 2013 werkte The Filth mee aan de verzamel-cd "Punk's not deaf" met een nieuw nummer genaamd :"Into the red light". Het nummer "Don't hide your hate" van The Filth wordt wereldwijd gecoverd door diverse punkbands.

## Discografie
- 1978: Don't Hide your Hate (single)